# St. Josef (Vossenack)

St. Josef (2014)

Die römisch-katholische Pfarrkirche St. Josef steht im Ortsteil Vossenack der Gemeinde Hürtgenwald im Kreis Düren (Nordrhein-Westfalen).
Die erste Erwähnung einer Kapelle in Vossenack datiert aus dem Jahr 1719, und zwar als Rektorat unter der Mutterpfarre Simmerath. 1804 wurde die Kirchengemeinde Pfarre im Kanton Monschau, 1827 kam sie zum Dekanat Monschau, 1952 zum Dekanat Simmerath und 1973 zum Dekanat Kreuzau. Heute bildet sie mit 11 Nachbarpfarreien die Gemeinschaft der Gemeinden Kreuzau/Hürtgenwald (Bistum Aachen).
Die heutige Kirche ist ein einschiffiges Bauwerk aus Bruchstein-Mauerwerk mit einer Grundfläche von 18,85 m × 8,80 m. Der Grundstein für den neugotischen Bau wurde am 15. Juni 1869 gelegt, er bestand aus einem Stein der alten, abgebrochenen Kapelle. Der Kirchturm fiel bereits 1870 einem Brand zum Opfer und wurde von 1892 bis 1893 erneuert. Er wurde im Zweiten Weltkrieg bei den Schlachten im Hürtgenwald zerstört und zwischen 1952 und 1953 nach Plänen des Düsseldorfer Architekturbüros A. & W. Dickmann in vereinfachter Form neu errichtet.
1941 wurde durch die Werkstatt Weimbs Orgelbau eine Orgel mit zwei Manualen eingebaut.
Von 2011 bis 2014 wurde die Kirche für 250.000 Euro saniert.

## Pfarrer
Folgende Priester wirkten bislang als Pfarrer an St. Josef:
- 1928–1942: Paul Dickmann
- 1942–1951: Werner Eschweiler
- 1951–1988: Matthias Hegger
- 1988–1997: Felix Dörpinghaus
- 1997–1999: Vakant
- 1999–2023: Axel Lautenschläger
- Seit 2024: Josef Wolff